# Libanoni-hegység
A Libanoni-hegység (arab: جَبَل لُبْنَان, átírva: dzsebel lubnān, angol: Mount Lebanon) hegyvonulat Libanon területén, a Földközi-tenger partvonalával párhuzamosan.
A Szír–Jordán-árok nyugati oldalán húzódó, kb. 170 km hosszú hegység nagyjából Tripolitól a délen fekvő Szúrig terjed. Legmagasabb pontja a Kurnat-esz-Szauda (Qurnat as Sawdā), 3088 méter.

## Jellemzői
A hegység sok csapadékot kap, évente több mint 1000 mm-t. Csúcsrégiója telente hótakaróba burkolózik. 1200−1500 méter magasan bővizű források erednek, amelyek lejjebb kisebb folyókká duzzadnak. A források környékén számos vallási közösség alakított ki gazdaságot, köztük a drúzok és a maroniták. A hegység tenger felé eső lejtői még több esőt kapnak. Itt 1500 méter magasan is lehet növényeket termeszteni. 
A szíriai Ánszirijéhez hasonlóan részaránytalan hegység törésekkel tagolt jura-kréta mész- és homokkőből épül fel. A hegység mezőgazdaságilag legértékesebb részei kréta homokkövön találhatók. E területekhez ugyanis talajosodott málladék-takaró és bő hozamú forrásszint kapcsolódik. 
A tengerpart felé több töréslépcsővel leereszkedő hegység kelet felé meredek szerkezeti lejtővel tekint a Bekaa-völgy (Biká-völgy) felé, amely az Antilibanon vonulatától választja el.  
Tűlevelű fái a libanoni cédrusok szolgáltatták az ókori Közel-Kelet legjobb minőségű faanyagát.